# 1995-ös Formula–1 ausztrál nagydíj
Az ausztrál nagydíj volt az 1995-ös Formula–1 világbajnokság szezonzáró futama.

## Futam
Az évadzáró ausztrál nagydíjon, pénteken, Häkkinen McLarenje 250 km/h-s sebességgel csapódott a közeli korlátba (defekt miatt). A finn súlyos fejsérüléseket szenvedett, melynek következtében egy napig kómában volt. Hill indult az élről, Coulthard és Schumacher előtt. Schumacher a verseny 22. körében ütközött Alesivel és kiesett. Coulthard a bokszutca szűk bejáratát túl gyorsan vette, a falnak ütközött és kiesett. Berger, Frentzen, Irvine és Herbert kiesése után Olivier Panis haladt a második helyen a Ligier-vel, Gianni Morbidelli Footworkje előtt. Az utolsó körökben Panis autójából folyni kezdett az olaj és a francia lelassult. A versenyt Hill 2 kör előnnyel nyerte Panis és Morbidelli előtt, amely a sportág történetének legnagyobb előnye Jackie Stewart 1969-es spanyolországi győzelme mellett.
Schumacher 102 ponttal szerezte meg második bajnoki címét Hill (69) és Coulthard (49) előtt. A Benetton 137 ponttal lett konstruktőri világbajnok a Williams (112) és a Ferrari (73) előtt.
| Helyezés | #  | Versenyző             | Csapat/Motor       | Futott körök | Idő/Kiesés oka  | Rajthely | Pontszám |
| -------- | -- | --------------------- | ------------------ | ------------ | --------------- | -------- | -------- |
| 1        | 5  | Damon Hill            | Williams-Renault   | 81           | 1:49:15,946     | 1        | 10       |
| 2        | 26 | Olivier Panis         | Ligier-Mugen-Honda | 79           | +2 kör          | 12       | 6        |
| 3        | 9  | Gianni Morbidelli     | Footwork-Hart      | 79           | +2 kör          | 13       | 4        |
| 4        | 7  | Mark Blundell         | McLaren-Mercedes   | 79           | +2 kör          | 10       | 3        |
| 5        | 4  | Mika Salo             | Tyrrell-Yamaha     | 78           | +3 kör          | 14       | 2        |
| 6        | 23 | Pedro Lamy            | Minardi-Ford       | 78           | +3 kör          | 17       | 1        |
| 7        | 21 | Pedro Diniz           | Forti-Ford         | 77           | +4 kör          | 21       |          |
| 8        | 16 | Bertrand Gachot       | Pacific-Ilmor      | 76           | +5 kör          | 23       |          |
| Kiesett  | 3  | Katajama Ukjó         | Tyrrell-Yamaha     | 70           | Motorhiba       | 16       |          |
| Kiesett  | 2  | Johnny Herbert        | Benetton-Renault   | 69           | Erőátvitel      | 8        |          |
| Kiesett  | 15 | Eddie Irvine          | Jordan-Peugeot     | 62           | Motorhiba       | 9        |          |
| Kiesett  | 30 | Heinz-Harald Frentzen | Sauber-Ford        | 39           | Váltó           | 6        |          |
| Kiesett  | 28 | Gerhard Berger        | Ferrari            | 34           | Motorhiba       | 4        |          |
| Kiesett  | 25 | Martin Brundle        | Ligier-Mugen-Honda | 29           | Kicsúszás       | 11       |          |
| Kiesett  | 1  | Michael Schumacher    | Benetton-Renault   | 25           | Ütközés         | 3        |          |
| Kiesett  | 27 | Jean Alesi            | Ferrari            | 23           | Ütközés         | 5        |          |
| Kiesett  | 22 | Roberto Moreno        | Forti-Ford         | 21           | Kicsúszás       | 20       |          |
| Kiesett  | 14 | Rubens Barrichello    | Jordan-Peugeot     | 20           | Kicsúszás       | 7        |          |
| Kiesett  | 6  | David Coulthard       | Williams-Renault   | 19           | Baleset         | 2        |          |
| Kiesett  | 10 | Inoue Taki            | Footwork-Hart      | 15           | Kicsúszás       | 19       |          |
| Kiesett  | 29 | Karl Wendlinger       | Sauber-Ford        | 8            | Fizikai állapot | 18       |          |
| Kiesett  | 17 | Andrea Montermini     | Pacific-Ilmor      | 2            | Váltó           | 22       |          |
| NI       | 24 | Luca Badoer           | Minardi-Ford       | 0            | Elektronika     | 15       |          |
| NI       | 8  | Mika Häkkinen         | McLaren-Mercedes   | -            | Betegség        | 24       |          |

## A világbajnokság végeredménye
| H   | Versenyzők            | Pont | H   | Konstruktőrök      | Pont |
| --- | --------------------- | ---- | --- | ------------------ | ---- |
| 1.  | Michael Schumacher    | 102  | 1.  | Benetton-Renault   | 137  |
| 2.  | Damon Hill            | 69   | 2.  | Williams-Renault   | 112  |
| 3.  | David Coulthard       | 49   | 3.  | Ferrari            | 73   |
| 4.  | Johnny Herbert        | 45   | 4.  | McLaren-Mercedes   | 30   |
| 5.  | Jean Alesi            | 42   | 5.  | Ligier-Mugen-Honda | 24   |
| 6.  | Gerhard Berger        | 31   | 6.  | Jordan-Peugeot     | 21   |
| 7.  | Mika Häkkinen         | 17   | 7.  | Sauber-Ford        | 18   |
| 8.  | Olivier Panis         | 16   | 8.  | Footwork-Hart      | 5    |
| 9.  | Heinz-Harald Frentzen | 15   | 9.  | Tyrrell-Yamaha     | 5    |
| 10. | Mark Blundell         | 13   | 10. | Minardi-Ford       | 1    |

- A Benetton-Renault  és a Williams-Renault csapatok szabálytalan üzemanyag használata miatt nem kapták meg az brazil nagydíjon a nekik járó pontokat.

(A teljes lista)

## Statisztikák
Vezető helyen:
- David Coulthard: 19 (1-19)
- Michael Schumacher: 2 (20-21)
- Damon Hill: 60 (22-81)

Damon Hill 13. győzelme, 11. pole-pozíciója, 12. leggyorsabb köre, 3. mesterhármasa (gy, pp, lk)
- Williams 83. győzelme.

Roberto Moreno utolsó versenye.